# ورزشگاه سرپوشیده فو تو
ورزشگاه سرپوشیده فو تو (ویتنامی: Nhà thi đấu Phú Thọ) یک سالن سرپوشیده چندمنظوره در منطقه ۱۱ شهر هوشی‌مین، در کشور ویتنام است. این ورزشگاه برای بازی‌های آسیای جنوب شرقی در سال ۲۰۰۳ ساخته شده‌است. این استادیوم معمولاً میزبان بازی‌های تیم ملی فوتسال ویتنام، است. گنجایش ورزشگاه ۵۰۰۰ نفر برای مسابقات ورزشی و حدود ۸۰۰۰ نفر برای کنسرت‌ها است.

## رویدادهای ورزشی مهم
| سال  | تاریخ                 | رویداد                                       |
| ---- | --------------------- | -------------------------------------------- |
| ۲۰۰۳ | December              | بازی‌های آسیای جنوب شرقی ۲۰۰۳ رویداد تکواندو  |
| ۲۰۰۵ | May 22–June 4         | مسابقات قهرمانی فوتسال آسیا ۲۰۰۵             |
| ۲۰۰۹ | June 8–14             | 2009 AFF Futsal Championship                 |
| ۲۰۰۹ | October 28–November 7 | 2009 Asian Indoor Games men's futsal matches |
| ۲۰۱۰ | April 5–11            | 2010 AFF Futsal Championship                 |
| ۲۰۱۲ | May 9–11              | 2012 Asian Taekwondo Championships           |
| ۲۰۱۴ | April 30–May 10       | مسابقات قهرمانی فوتسال آسیا ۲۰۱۴             |
| ۲۰۱۷ | July 20–30            | لیگ قهرمانان فوتسال آسیا ۲۰۱۷                |
| ۲۰۱۷ | October 26–November 3 | 2017 AFF Futsal Championship                 |
| ۲۰۱۸ | May 26–28             | 2018 Asian Taekwondo Championships           |